# Айсиньгьоро Цзайи

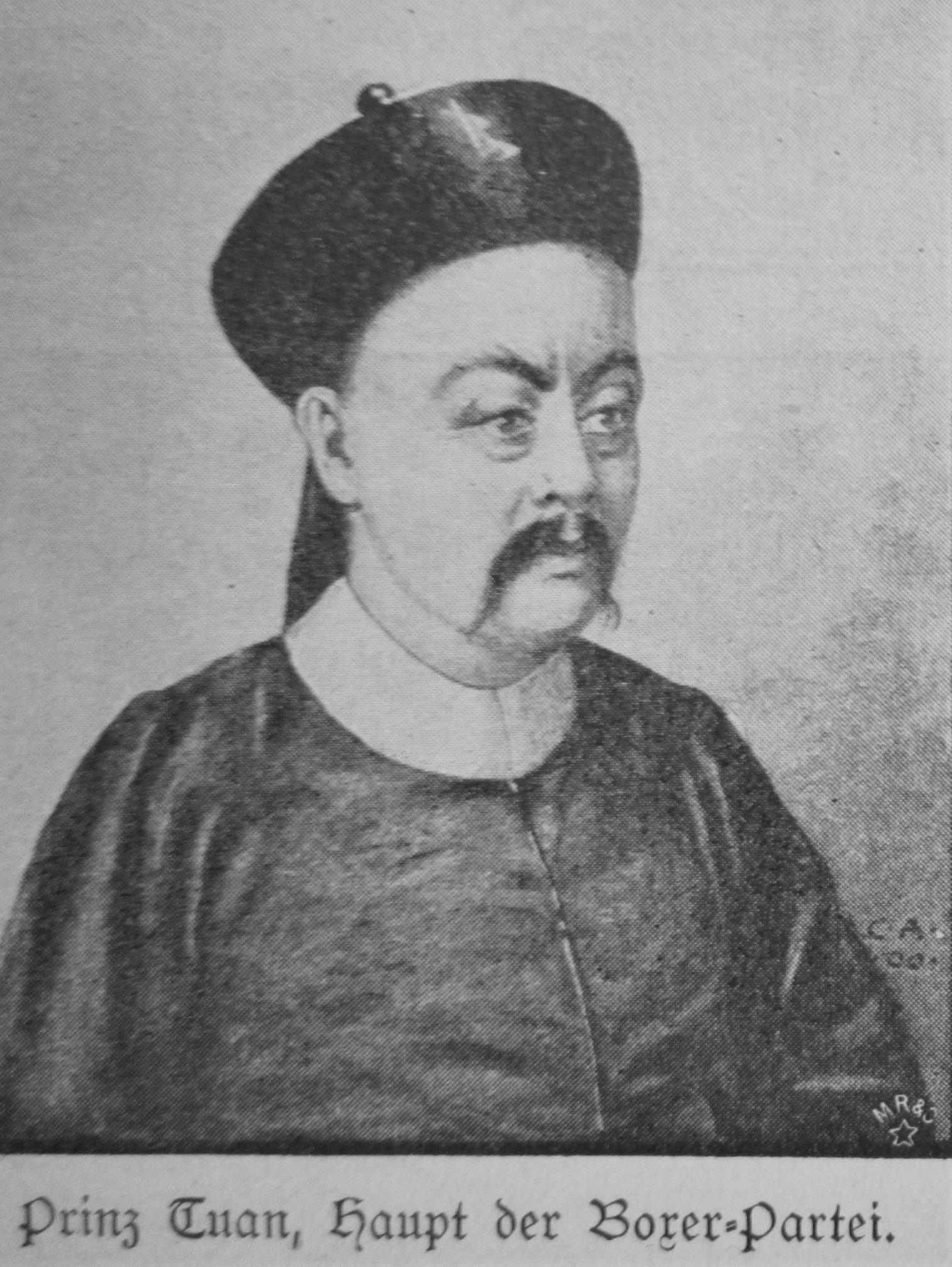
Цзайи, князь Дуань

Айсиньгьоро́ Цзайи́ (кит. 愛新覺羅·載漪, маньчж. ᡯᠠᡳᡳ; 26 августа 1856 — 10 января 1923) — маньчжурский князь и государственный деятель поздних годов империи Цин. Более известный под своим титулом — удельный князь Дуань (端郡王). Он наиболее известен как один из лидеров боксерского восстания 1899—1901 годов.

## Ранняя жизнь и карьера
Цзайи родился в клане Айсин Гёро как второй сын Ицуна (1831—1889, князя Дуань), пятого сына цинского императора Даогуана. Его семья принадлежала к Белому с каймой знамени в системе Восьмизнамённой армии. Он был усыновлен двоюродным братом его отца Ичжи (奕誌; 1827—1850), у которого не было сына, чтобы унаследовать звание «князь Жуй». В 1861 году Цзайи стал бэйлэ, прежде чем сменил Ичжи, став «удельным князем Дуань» (端郡王) в 1894 году.
Князь Дуань встал на сторону вдовствующей императрицы Цыси и выступил против движения «Сто дней реформ», инициированного императором Гуансюем и его союзниками. После того, как реформистское движение было подавлено, в 1899 году вдовствующая императрица Цыси назначила сына князя Дуаня, Пуцзюня (1875—1920), наследником престола в своем плане свергнуть императора Гуансюя и заменить его Пуцзюнем. Однако, поскольку послы других стран не признали легитимность Пучцзюня, вдовствующая императрица была вынуждена отказаться от своего плана.

## Роль в Боксерском восстании
Ведущий консервативный и резко настроенный против иностранцев политик, князь Дуань был одним из главных сторонников Общества Праведной Гармонии (義和團; «Боксеры») во время боксерского восстания 1899—1901 годов. Он организовал встречу между вдовствующей императрицей Цыси и лидером боксеров Цао Футянем В 1899 году князь Дуань создал свои собственные частные вооруженные силы, Корпус Духа Тигра, который был одним из нескольких модернизированных маньчжурских знаменных войск. Во время кризиса в июне 1900 года он возглавлял Цзунли ямэнь (министерство иностранных дел) и командовал боксерами, осаждавшими собор Бэйтан. Он также командовал Пекинскими полевыми силами против сил Альянса восьми держав. Младший брат князя Дуаня, Цзайлань(載瀾), также был одним из лидеров восстания боксеров.
Князь Дуань впал в немилость императорского двора после того, как боксеры потерпели поражение, и правительство Цин было вынуждено встать на сторону Альянса восьми держав против боксеров. Победивший Альянс восьми держав назвал князя Дуаня одним из вдохновителей восстания. В 1902 году правительство Цин издало императорский указ, осуждающий князя Дуаня за его участие в боксерском восстании. Князь Дуань и его семья были сосланы в Синьцзян . По словам фрейлины вдовствующей императрицы Цыси Юй Дэлин, вдовствующая императрица обвинила князя Дуаня в боксерском кризисе и в издании имперского указа, предписывающего убивать всех иностранцев без ее разрешения и ведома.
Во время восстания боксеров ходили слухи о том, что Дун Фусян и князь Дуань захватили контроль над Ганьсу и восстали, но они были ложными. Другой слух сообщил, что Дун Фусян ушел в отставку.

## Жизнь в изгнании и краткое возвращение в Пекин
Князь Дуань не оказался в Синьцзяне во время своего изгнания. Вместо этого он отправился в Алашань, к западу от Нинся, и поселился в резиденции монгольского князя. Примерно в 1911 году он переехал в Нинся во время Синьхайской революции, когда мусульмане взяли Нинся под свой контроль. После этого он переехал в Синьцзян вместе с Шэн Юнем.
Князь Дуань жил в изгнании до 1917 года, когда генерал Чжан Сюнь ненадолго восстановил Пу И, последнего императора, отрекшегося от престола в 1912 году, на императорский трон Цин. Правящая элита считала его национальным героем из-за его агрессивной антииностранной позиции. Бэйянское правительство Китайской Республики пригласило его обратно в Пекин и сотрудничало с ним. Однако ненависть князя Дуаня к вещам, которые считались чуждыми Китаю, никогда не менялась. Он отказался есть, когда военный офицер устроил для него вечеринку в западном стиле. Он также рассердился, когда услышал, что его внуки едут в поездах, потому что считал поезда чуждыми для Китая объектами . Иностранцы пришли в ярость, когда узнали, что князь Дуань вернулся в Пекин, и начали протестовать против Бэйянского правительства. В результате князь Дуань вернулся в Нинся и прожил там остаток своей жизни. Бэйянское правительство увеличило его пенсию на 50 %. Он умер в 1923 году.

## Боевые искусства
Князь Дуань оставил свое имя в истории китайских боевых искусств. Ян Лучань, основатель тайцзицюань семьи Ян, и другие известные мастера боевых искусств находились под покровительством князя Дуаня. Именно в резиденции принца были сделаны копии оригинального классического сорокаглавного текста принципов тайцзицюань для сына Лучаня Ян Баньхоу, а также для У Цюанью, первого учителя тайцзицюань стиля У.

## Семья
Князь Дуань был двоюродным братом императора Гуансюя, потому что отец императора, князь Чунь, был седьмым братом князя Дуаня, биологического отца князя Дуаня. Князь Дуань также имел дополнительный уровень семейных связей с императором Гуансю: его жена, Цзинфан из клана Ехэнара, была третьей дочерью Гуйсяна (桂祥), младшего брата вдовствующей императрицы Цыси. Вторая дочь Гуйсяна, Цзинфэнь, была императрицей-консортом императора Гуансюя.
Однако генеалогия семьи Айсинь Гьоро (愛新覺羅宗譜) не подтверждает, что женой князя Дуаня была Цзинфан, племянница вдовствующей императрицы Цыси. Первой супругой князя Дуаня была дочь Шаочан (紹昌) из клана Иргэн Гьоро (伊爾根覺羅氏). Она родила старшего сына князя Дуаня, Пучжуаня (溥 僎). Второстепенной супругой князя Дуаня была дочь Гонсанчжу’эрмотэ (貢桑朱爾默特), джасака (князя) из монгольского клана Борджигин. Она родила Пуцзюня (溥 儁, 1885—1942), второго сына князя Дуаня.

## В культуре
Князя Дуань играет австралийский актер Роберт Хелпманн в американском историческом фильме 1963 года «55 дней в Пекине».